# Megachile masaiella
Megachile masaiella är en biart som beskrevs av Cockerell 1930. Megachile masaiella ingår i släktet tapetserarbin, och familjen buksamlarbin. Inga underarter finns listade i Catalogue of Life.